# Episodi di Secrets and Lies (seconda stagione)
La seconda e ultima stagione della serie televisiva Secrets and Lies è stata trasmessa negli Stati Uniti dall'emittente ABC dal 25 settembre al 4 dicembre 2016.
In Italia, la stagione è andata in onda dal 16 dicembre 2016 al 13 gennaio 2017 su Rai 4.
| nº | Titolo originale | Titolo italiano         | Prima TV USA      | Prima TV Italia  |
| -- | ---------------- | ----------------------- | ----------------- | ---------------- |
| 1  | The Fall         | La caduta               | 25 settembre 2016 | 16 dicembre 2016 |
| 2  | The Husband      | Menzogne                | 2 ottobre 2016    | 16 dicembre 2016 |
| 3  | The Liar         | Ricatto                 | 16 ottobre 2016   | 23 dicembre 2016 |
| 4  | The Detective    | Il detective            | 23 ottobre 2016   | 23 dicembre 2016 |
| 5  | The Daughter     | La figlia scomparsa     | 30 ottobre 2016   | 30 dicembre 2016 |
| 6  | The Parent       | Il genitore             | 6 novembre 2016   | 30 dicembre 2016 |
| 7  | The Statement    | Un segreto nel cassetto | 13 novembre 2016  | 6 gennaio 2017   |
| 8  | The Racket       | Il racket               | 23 novembre 2016  | 6 gennaio 2017   |
| 9  | The Brother      | Bigamia                 | 4 dicembre 2016   | 13 gennaio 2017  |
| 10 | The Truth        | Verità                  | 4 dicembre 2016   | 13 gennaio 2017  |